# Concong Dalam
Concong Dalam is een bestuurslaag in het regentschap Indragiri Hilir van de provincie Riau, Indonesië. Concong Dalam telt 1687 inwoners (volkstelling 2010).